# Jardines de Pando
Jardines de Pando – podmiejska dzielnica miasta Pando, w departamencie Canelones na południu Urugwaju.
W Jardines de Pando panuje klimat umiarkowanie ciepły. Występują znaczne opady deszczu, nawet w najsuchszych miesiącach. Średnia roczna temperatura wynosi 16,6 °C.

## Położenie
Jardines de Pando znajduje się 5 km na północ od miasta Pando, za dzielnicą Viejo Molino i Estanque de Pando.

## Populacja
W 2011 roku liczba ludności w dzielnicy wynosiła 756 osób. 
| Rok  | Populacja |
| ---- | --------- |
| 1985 | 419       |
| 1956 | 510       |
| 2004 | 673       |
| 2011 | 756       |